# Petanque

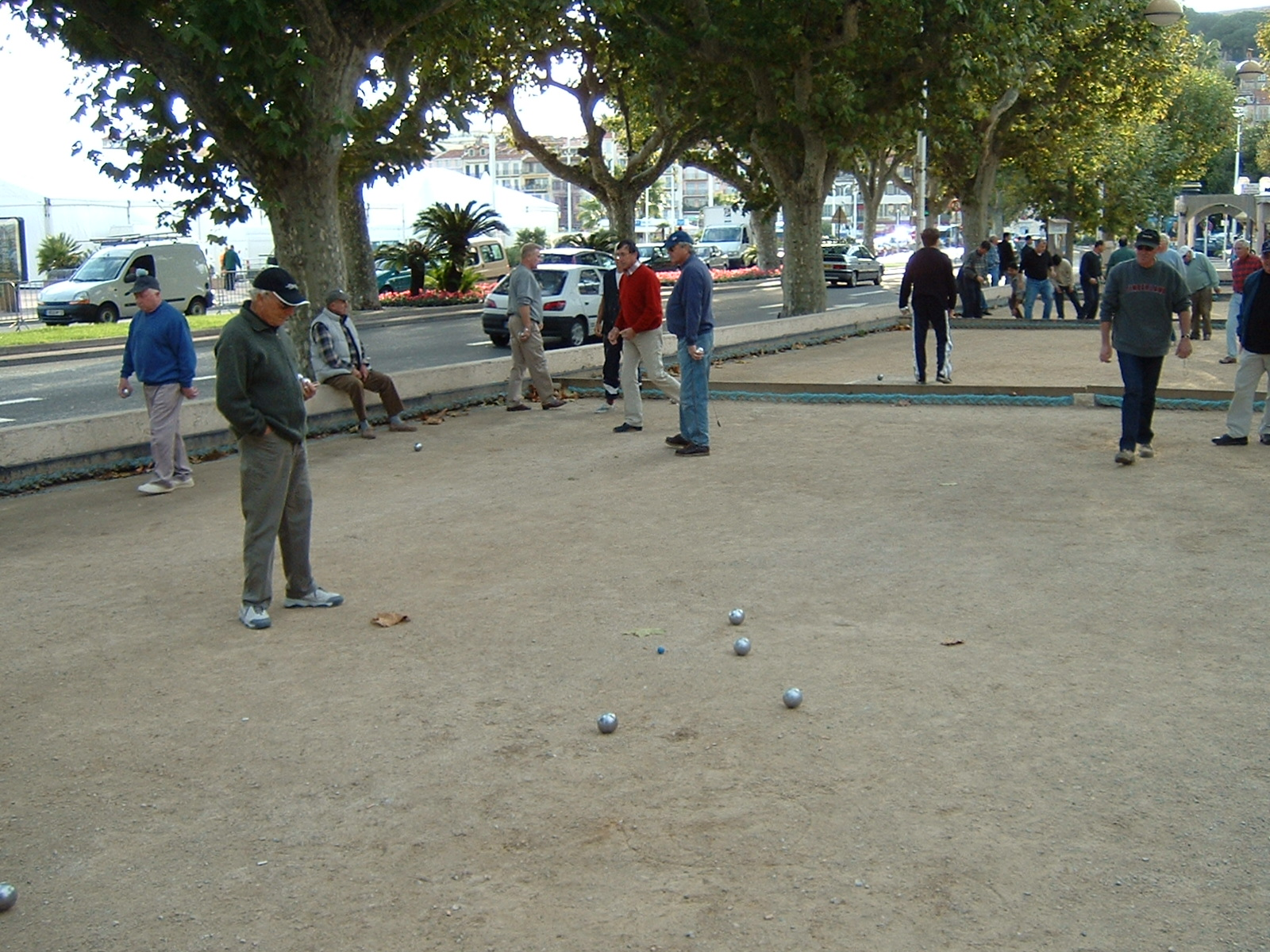
Petanquespelers in Cannes

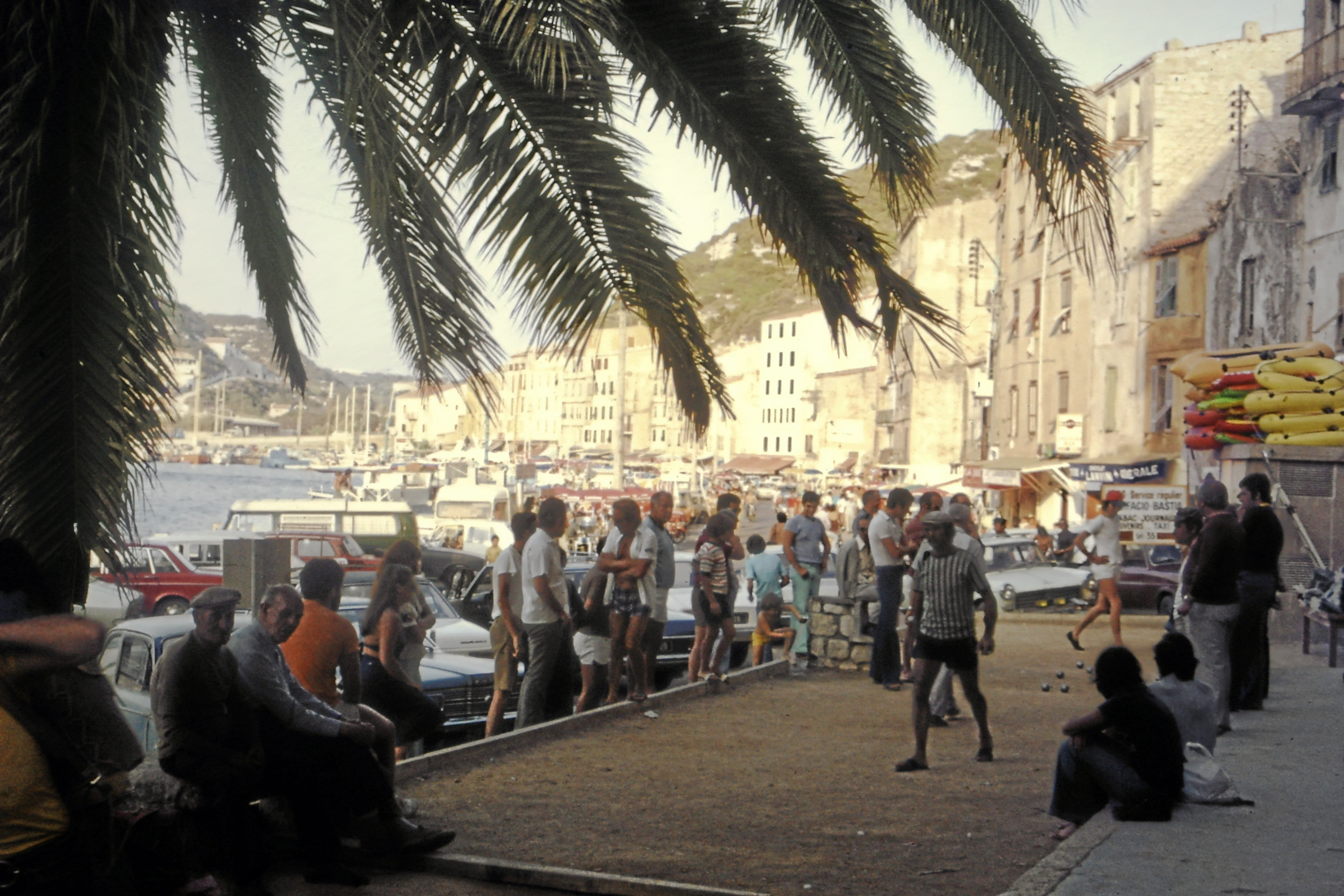
Petanquespelers in Bonifacio (Corsica)

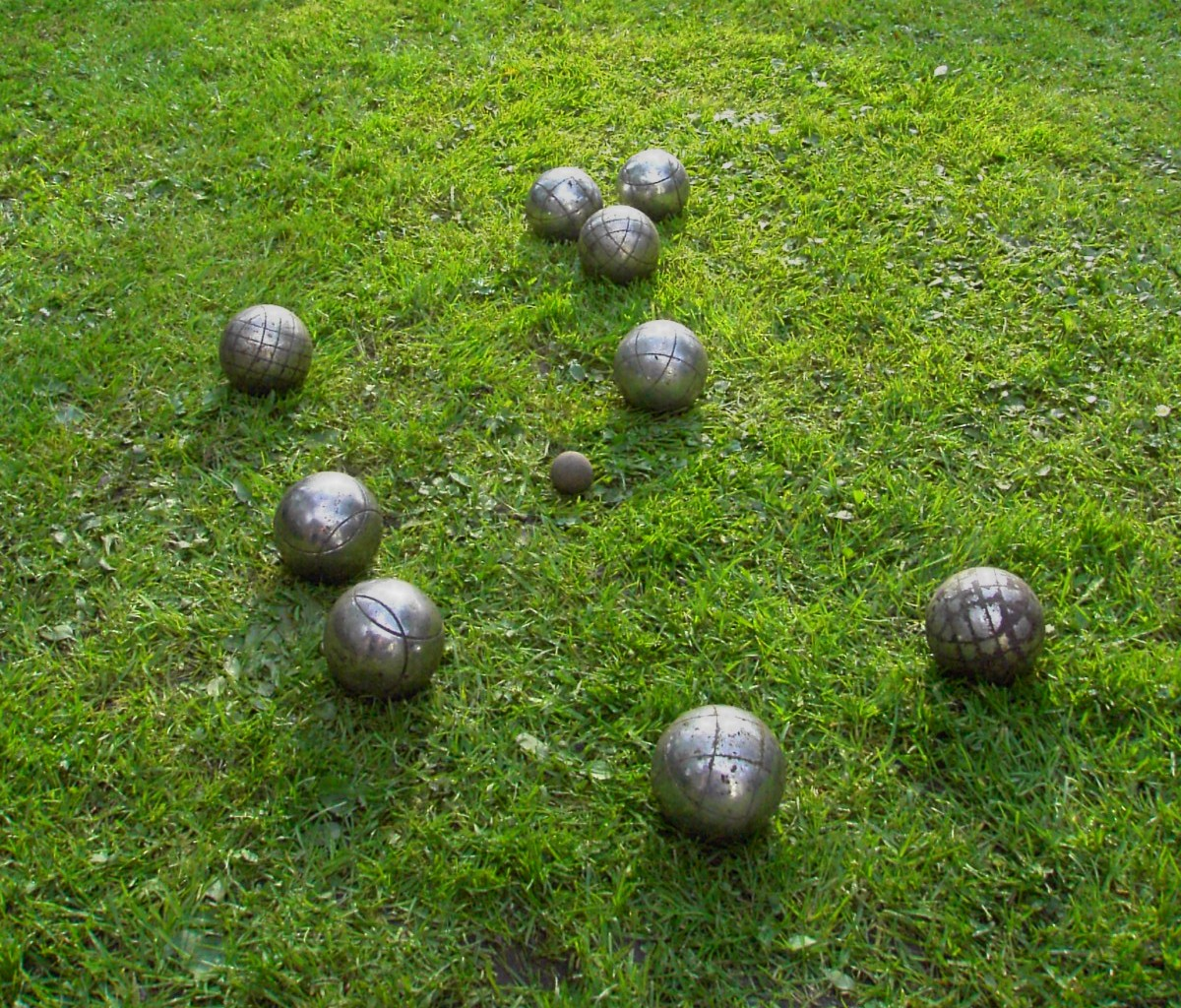
Ballen rond de but

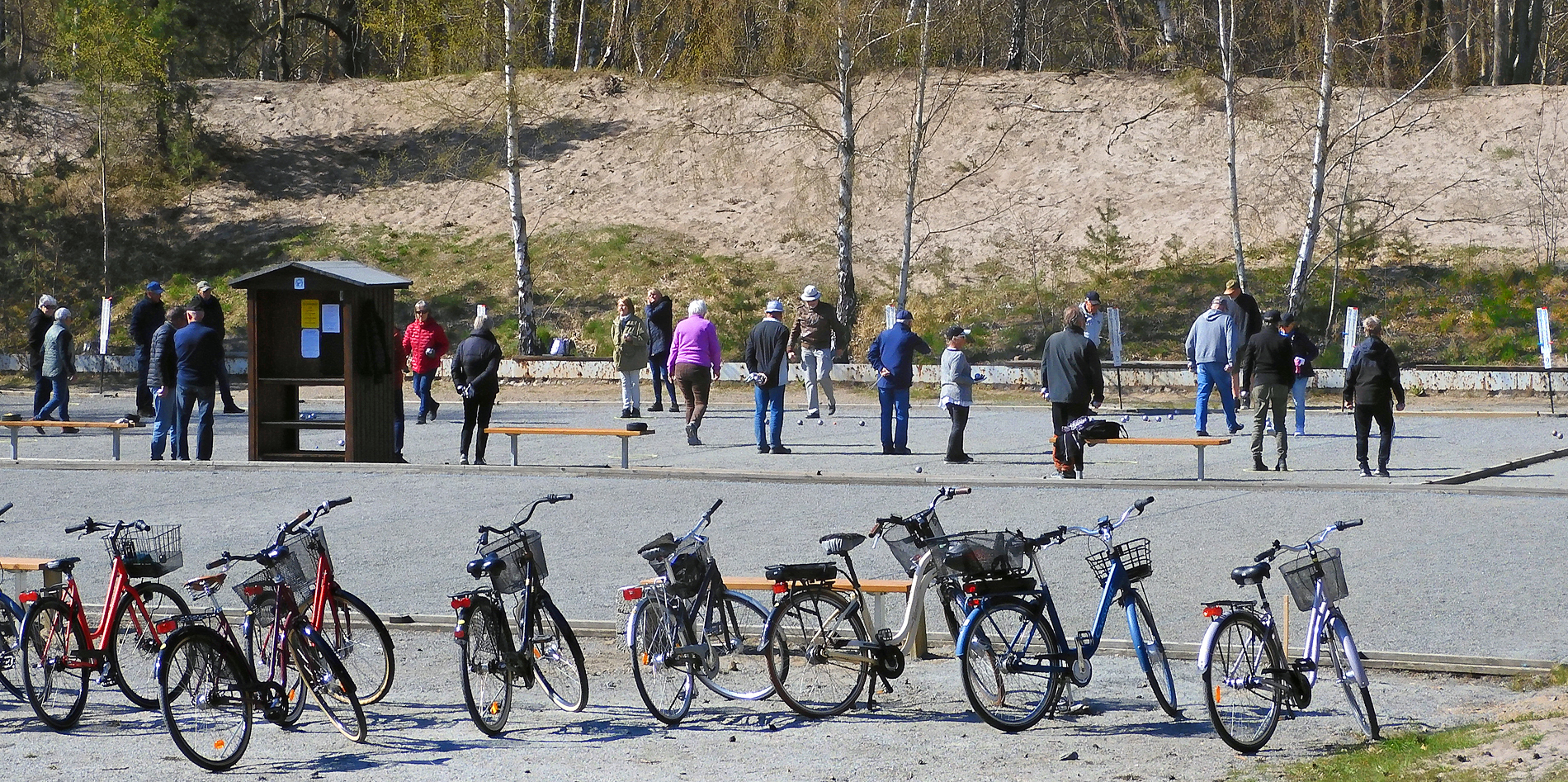
Petanque is een populair spel onder gepensioneerden, Ystad 2022.

Petanque (Frans: pétanque, Occitaans: petanca) is de Provençaalse variant van jeu de boules, hoewel beide termen vaak als synoniemen worden gebruikt. Jeu de boules omvat alle spellen die met metalen ballen worden gespeeld, voor petanque is weinig of geen uitrusting en infrastructuur nodig; het is eenvoudig van opzet en de nadruk ligt op behendigheid in plaats van op fysieke kracht. Het verschil met de meest gangbare jeu de boules-ballen is dat de petanquebal groter is en uit twee aan elkaar gelaste helften bestaat.

## Etymologie
Het Nederlandse petanque komt van het Franse pétanque, waarvan soms wordt beweerd dat het afkomstig is van het Franse 'pieds tanqués' dat 'voeten samen' zou betekenen. Dit klopt echter niet, aangezien het werkwoord 'tanquer' (of het daarvan afgeleide adjectief 'tanqué') niet bestaat in het Frans. Het woord komt van het Provençaals 'pétanco', dat een samenstelling is van pé (voet) en tanco (stutpaal) en dient dus opgevat te worden als 'voeten die zo geplaatst zijn dat ze zo stevig staan als een stutpaal'.

## Geschiedenis
Petanque is een variant van een typisch balspel dat in zijn vroegste vorm reeds bij de oude Grieken gespeeld werd. Daar werd het echter nog beoefend als een krachtspel. De Romeinen hebben er later meer een behendigheidsspel van gemaakt, ongeveer in de vorm zoals we die nu nog kennen. Ook in de middeleeuwen bleven petanque en andere balspelen erg populair, maar daarna verslapte de interesse ervoor met uitzondering van bepaalde streken zoals de Franse Provence.
De huidige vorm ontstond in 1907 in La Ciotat nabij Marseille. Ten behoeve van een oude man, Jules Lenoir, die door reumatiek geen aanloop meer kon nemen, werden de spelregels aangepast. De werper moest op zijn plaats blijven, en dat werd afgedwongen door een cirkel rond hem te trekken. Petanque heeft daardoor de reputatie van 'oudemannensport' gekregen.
Vanaf de Tweede Wereldoorlog is het petanque begonnen aan een indrukwekkende opmars die eerst geheel Frankrijk overspoelde, maar al spoedig ook andere Europese landen en zelfs daarbuiten. De Féderation Française de Pétanque et Jeu Provençal werd in 1942 opgericht, en in 1958 zag de Fédération Internationale de Pétanque et Jeu Provençal het daglicht. De vele toeristen die met het petanque kennismaken in Frankrijk worden er blijkbaar zo door gegrepen, dat ze het in hun eigen streken gaan importeren. Petanque wordt gespeeld in Zuid- en West-Europa, Noord-Afrika, Madagaskar, de VS, Canada en zelfs tot in Thailand en Japan aan toe.

## Spelregels en techniek
Bij petanque is het de bedoeling de metalen ballen zo dicht mogelijk bij een klein houten balletje (het but of cochonnet) te werpen. De werptechniek is onderhands en kan variëren: rollen, halfhoog, hoog. De startafstand van de cirkel (van waaruit de spelers werpen) tot het but mag variëren van 6 tot 10 meter. Het spel wordt doorgaans gespeeld op een ondergrond van verhard zand of (grof) grind. In Frankrijk kent de sport de grootste populariteit, met 350.000 bondsleden en ongeveer 17 miljoen vrijetijdsspelers. Petanque wordt in Frankrijk, met name in de Provence veel gespeeld op grote pleinen in steden en dorpen. Deze pleinen zijn vaak voorzien van speciale lichtmasten om spelen in de avond mogelijk te maken.
Petanque kan zowel individueel als in teamverband gespeeld worden, waarbij een team kan bestaan uit twee of drie spelers; men noemt dit ook wel doublette en triplette. Individueel noemt men ook tête-à-tête. Als met drie spelers per team wordt gespeeld heeft elke speler twee boules, terwijl elke speler bij doublette en tête-à-tête drie boules heeft. De boules (stalen ballen) hebben een diameter tussen 70,5 en 80 millimeter en een gewicht tussen 650 en 800 gram. Het but ('Frans voor 'doel') heeft een diameter van 30 millimeter met een variatie van 1 mm. Voor recreatieve varianten van het spel bestaan er ook (gekleurde) ballen in hout of plastic.
Het team dat (de equipe die) de partij mag beginnen wordt bepaald door loting. Wie de toss wint, trekt een cirkel met een diameter van ten minste 30 en ten hoogste 50 centimeter (tegenwoordig wordt ook een kunststofcirkel gebruikt) en gooit het but uit op een afstand tussen de 6 en 10 meter. Het team dat het but uitwerpt, werpt ook de eerste boule en probeert deze zo dicht mogelijk bij het but te plaatsen. Daarbij moet erop gelet worden dat de voeten binnen de cirkel staan en niet van de grond mogen komen voordat de geworpen boule de grond heeft geraakt.
Vervolgens mag de tegenpartij proberen een boule dichter bij het but te plaatsen (pointer), de boule van het andere team te verplaatsen (tirer of schieten) of het but te verplaatsen, om zo zelf dichter dan de tegenstander bij het but te komen liggen.
Er wordt niet om beurten gespeeld, maar het team dat het dichtst bij het but ligt, speelt pas weer als de tegenstander beter ligt of geen boules meer heeft.
In het laatste geval mag dat team proberen meer punten te scoren door boules dichter bij het but te leggen dan de beste boule van de tegenstander. Voor elke boule die een team dichterbij heeft geplaatst dan de tegenpartij krijgt het één punt (dus maximaal 6 punten bij triplette en doublette). Dan is de werpronde (of mène) voorbij. Het team dat heeft gescoord, trekt een cirkel rond de plaats waar het but lag en gooit het opnieuw uit; daarmee begint de volgende mène.
Het spel eindigt zodra een team 13 punten heeft behaald; dit aantal refereert aan het departementsnummer van Marseille, namelijk 13.

## Petanque in België
Het succes van het petanque na de Tweede Wereldoorlog is ook aan België niet voorbijgegaan. Bovendien is dit succes niet beperkt gebleven tot de recreatieve sportbeoefening; Belgische petanquebeoefenaars spelen op internationaal wedstrijdniveau. Hoogtepunt was het behalen van de wereldtitel in 1981 in Gent. De georganiseerde petanquesport werd bestuurd door de Belgische Petanque Federatie (BPF) die in 1981 153 clubs en ongeveer 8000 aangesloten leden telde. Conform het decreet betreffende de erkenning en subsidiëring van landelijk georganiseerde sportverenigingen werd de federatie opgesplitst in twee regionale liga's. Voor Vlaanderen is dit de Petanque Federatie Vlaanderen (PFV) en voor Wallonië is dit de Fédération Belge Francophone de Pétanque (FBFP). Bij de Vlaamse liga zijn een kleine 7700 spelers aangesloten die lid zijn van 111 clubs, waarbij het zwaartepunt ligt in de provincie Oost-Vlaanderen, met name Gent. De aangesloten clubs kunnen in het kader van beide federaties deelnemen aan provinciale, liga- of nationale kampioenschappen.
Een duidelijke illustratie van het succes van het petanque in Vlaanderen zijn de participatiecijfers. Voor 1975 bedroeg dit cijfer 6,7%; in 1980 was het al gestegen tot 14,3%, waarmee het petanque op een tiende plaats terechtkwam in de rangschikking van alle sporttakken volgens hun participatiegraad in Vlaanderen. Deze cijfers moeten wel enigszins worden gerelativeerd, vooral omdat het petanque, meer dan waarschijnlijk enig andere sporttak, zich leent als vakantie-, strand- of tuinspel bij uitstek. Dit eigen karakter van het petanquespel kan ook afgeleid worden uit de opvallende discrepantie tussen gelegenheidsspelers en georganiseerde spelers. Een participatiegraad van 14,3% staat immers voor ongeveer een half miljoen mensen die tijdens het afgelopen jaar minstens eenmaal aan deze sporttak deelgenomen hebben, terwijl volgens de gegevens van de VLPS er slechts een kleine tweeduizend bij haar clubs aangesloten zijn. Deze vaststelling wordt bevestigd door het onderzoek van 1980: 96,7% van diegenen die participeerden aan petanque deden dit in los verband, 3,8% in andere verenigingen en slechts 2,9% in clubverband. Een andere indicatie voor deze stelling is dat het activiteitsaandeel of het aandeel van het petanque in de totale sportbeoefening van de Vlaming beduidend lager ligt dan men op basis van de hoge participatiecijfers zou veronderstellen, nl. 1,3% in 1975 en 1,2% in 1980. Hiermee staat het petanque slechts op een negentiende plaats gerangschikt in de volgorde van de sporttakken volgens dit criterium. Kortom, petanque kent weliswaar een zeer ruime verspreiding onder de Vlaamse bevolking, maar wordt in de meeste gevallen beoefend als gelegenheidsspel tijdens vakantie of als ontspannend gezelschapsspel, eerder dan als een echte sporttak.
In 2023 overleed in België een Nederlandse man doordat een verhitte petanquebal explodeerde, hetgeen het effect van een ontplofte granaat had.